# Sun Haijiao
Pour les articles homonymes, voir Sun.
Dans ce nom chinois, le nom de famille, Sun, précède le nom personnel.
Sun Haijiao, né le 12 février 2001,, est un coureur cycliste chinois. Actif sur piste, il représente son pays lors de grands événements internationaux.

## Palmarès sur piste

### Coupe des Nations
- 2022
  - 2e de la poursuite par équipes à Cali

### Jeux asiatiques
- Hangzhou 2023
  -  Médaillé d'argent de la poursuite par équipes

### Championnats d'Asie
- Nilai 2023
  -  Médaillé d'argent de la poursuite par équipes